# Pirámide (geometría)

El 1-esqueleto de una pirámide es un grafo rueda

En geometría, una pirámide (del latín pyrămis, -ĭdis, y este del griego pyramís, -ídos; propiamente 'pastel de harina de trigo de forma piramidal', derivado de πυρός pyrós 'harina de trigo') es un poliedro, constituido por un polígono simple (llamado base) y cuyas caras laterales son triángulos que se juntan en un vértice común, también llamado ápice o cúspide. Los triángulos se denominan caras laterales. El lado común a dos caras laterales se llama arista, del mismo modo que cualquier lado de la base. El número total de las aristas es el doble del número de lados de la base. Estrictamente, el poliedro tiene {\displaystyle n+1} vértices poliedrales, donde {\displaystyle n} es el número de vértices de la base. Todas las pirámides son poliedros autoduales.
Las pirámides son una clase de prismatoide, y mediante su duplicación simétrica por reflexión en el plano de la base permiten generar bipirámides.

## Definición
Se llama pirámide a un cuerpo geométrico que es la unión de todos los segmentos que unen todos los puntos de un polígono S con un punto P exterior al plano del polígono.
Se considera que el polígono es una parte del plano y es un conjunto bidimensional. Cuando no se especifica su configuración, generalmente se asume que se está hablando de una pirámide cuadrada "regular", como las conocidas pirámides de Egipto.

### Elementos
De acuerdo con las denominaciones de la primera imagen del artículo:
- [B] Base: es el polígono cuyos puntos son los extremos de los segmentos que se unen con el punto exterior.
- [C] Centroide de la base: centro del polígono que forma la base.
- [vi] Vértices de la base: puntos que definen la base.
- [A] Vértice de la pirámide: también denominado ápice o cúspide, es el punto exterior al plano de la base, formada a su vez por sus propios vértices.
- [h] Altura: es el segmento perpendicular al plano de la base trazado desde el vértice de la pirámide. También lo es su medida. En las pirámides rectas regulares, la altura pasa por el centroide de la base.
- [P] Apotema de la pirámide: es un segmento tendido perpendicularmente desde el vértice de la pirámide a un lado de la base.
- [p] Apotema de la base: es un segmento tendido perpendicularmente desde el centroide de la base a uno de sus lados.
- Arista lateral: es el segmento que une cada vértice de la base con el ápice de la pirámide.
- Cara lateral: al unir cada lado de la base por sus extremos con el vértice de la pirámide se determina una región triangular, llamada cara lateral.[7]

## Tipos de pirámides

Pirámides recta (1) y oblicuas: (2) aguda, (3) rectángula y (4) obtusa

### Según la posición de la cúspide sobre la base
Una pirámide recta es un tipo de pirámide en el que la proyección ortogonal de la cúspide sobre la base coincide con el centroide.
Una pirámide oblicua es una pirámide que no es recta. Si la base de una pirámide oblicua es un polígono regular, es posible que no todas sus caras laterales son triángulos isósceles. Es decir, alguna de sus caras laterales no es un triángulo isósceles.
Una pirámide aguda tiene la proyección de la cúspide por dentro de la base.
Una pirámide en ángulo recto (o rectangular) tiene la proyección de la cúspide sobre un lado o vértice de la base.
Una pirámide obtusa tiene la proyección de la cúspide por fuera de la base.
Esta clasificación toma como referencia una cara de la pirámide, designada como su base, y el tipo puede cambiar si se cambia la cara de referencia de la misma pirámide.

### Según la forma de sus caras
Una pirámide de base regular es una pirámide cuya base es un polígono regular.
Una pirámide regular es una pirámide recta y de base regular. Sus caras laterales son todas triángulos isósceles idénticos cuya altura corresponde al apotema de la pirámide. Solo existen tres pirámides de este tipo: el tetraedro (pirámide triangular), la pirámide cuadrada y la pirámide pentagonal.
Una pirámide convexa tiene como base un polígono convexo.
Una pirámide cóncava tiene como base un polígono cóncavo.

## Pirámides rectas de base regular
Una pirámide recta de base regular tiene sus caras laterales formadas por triángulos isósceles, con simetría Cnv o [1,n], de orden 2n. Se le asigna un símbolo de Schläfli extendido ( ) ∨ {n}, que representa un punto, ( ), unido (desplazado ortogonalmente) a un polígono regular, {n}. La operación de unión crea una nueva arista entre todos los pares de vértices (con uno de cada una de los dos figuras, punto y polígono) unidos entre sí.
La pirámide triangular o trigonal cuyas todas sus caras son triángulos equiláteros es un tetraedro regular, uno de los sólidos platónicos. Un caso de simetría inferior de la pirámide triangular es C3v, que implica que tiene una base en forma de triángulo equilátero y 3 lados que son triángulos isósceles idénticos. Las pirámides cuadradas y pentagonales también pueden estar compuestas por polígonos regulares convexos, en cuyo caso son sólidos de Johnson.
Si todas las aristas de una pirámide cuadrada (o cualquier poliedro convexo) son tangentes a una esfera de modo que la media aritmética de las coordenadas de los puntos de tangencia coincide con el centro de la esfera, entonces se dice que la pirámide es canónica, y forma la mitad de un octaedro regular.
Las pirámides de base hexagonal o superior deben estar compuestas por triángulos isósceles. Una pirámide hexagonal con triángulos equiláteros sería una figura completamente plana, y en una heptagonal o superior la apotema de los triángulos no tiene la longitud necesaria para poder unirse al vértice.

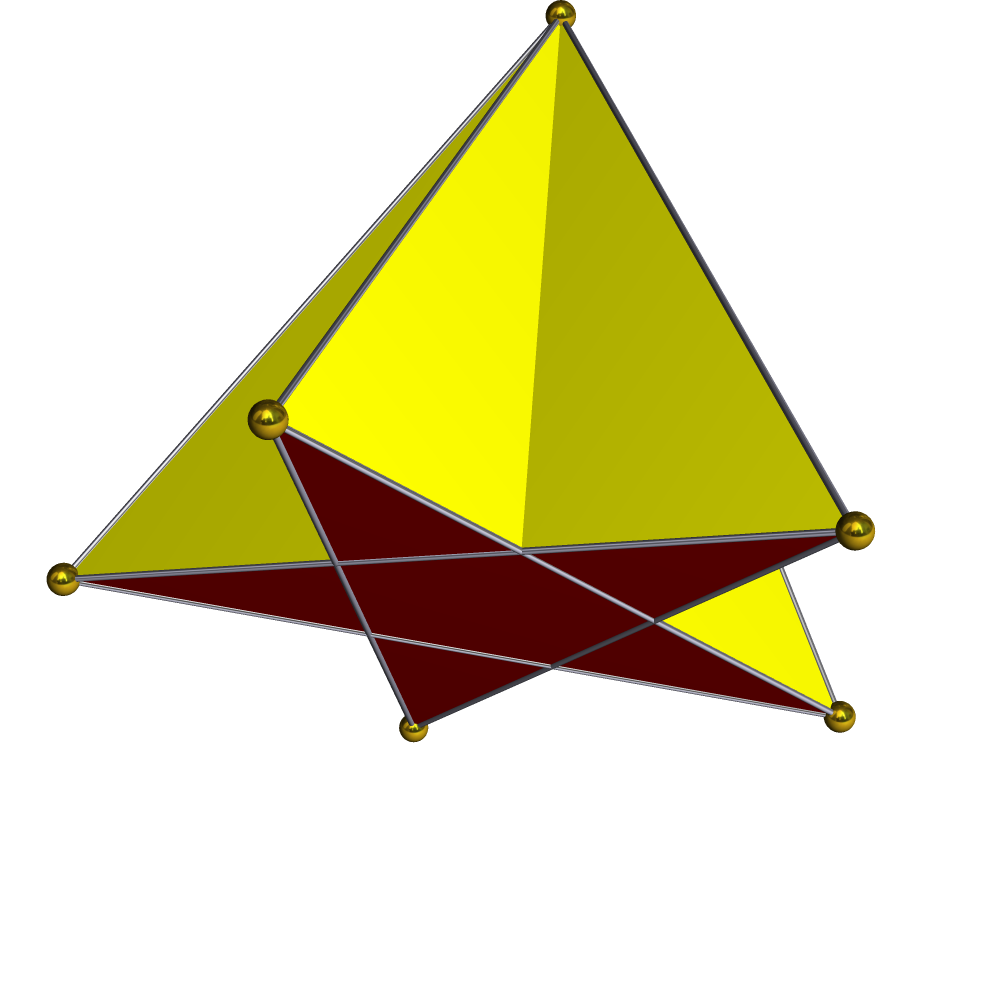
Pirámide pentagrámica

| Pirámides | Pirámides  | Pirámides  | Pirámides  | Pirámides | Pirámides  | Pirámides | Pirámides | Pirámides    |
| Digonal   | Triangular | Cuadrada   | Pentagonal | Hexagonal | Heptagonal | Octogonal | Eneagonal | Decagonal... |
| Impropia  | Regular    | Equilátera | Equilátera | Isósceles | Isósceles  | Isósceles | Isósceles | Isósceles    |
| --------- | ---------- | ---------- | ---------- | --------- | ---------- | --------- | --------- | ------------ |
|           |            |            |            |           |            |           |           |              |
|           |            |            |            |           |            |           |           |              |

### Pirámides estrelladas rectas
Las pirámides rectas con bases en forma de polígono estrellado regular se denominan pirámides estrelladas. Por ejemplo, la pirámide pentagrámica tiene por base una estrella pentagonal y 5 lados triangulares que se cruzan entre sí.

## Pirámides rectas de base irregular
| |  |  |
| Pirámide rectangular; pirámide rómbica y una pirámide recta general con vértice sobre el centroide de un polígono base |  |  |

Una pirámide recta se puede describir mediante la notación como ( )∨P, donde ( ) representa el ápice, ∨ es el operador unión y P es el polígono base.
Un tetraedro recto sobre un triángulo isósceles se puede anotar de otras tres formas: como ( )∨[( )∨{ }], que describe la unión del punto con los vértices de una base con forma de triángulo isósceles compuesta por otro punto y un segmento; como [( )∨( )]∨{ }, que describe la unión de dos puntos que a su vez se unen con un segmento; o como { }∨{ }, que describe la unión de dos segmentos ortogonales entre sí (un disfenoide digonal con cuatro caras isósceles). Posee simetría C1v a partir de dos orientaciones base-ápice diferentes, y C2v en su simetría completa.
Una pirámide recta rectangular, anotada como ( )∨[{ }×{ }], y una pirámide rómbica, anotada como ( )∨[{ }+{ }], poseen simetría C2v.

## Área
Área de un polígono regular

Partición de polígonos regulares en triángulos isósceles

La línea roja es una apotema de este octógono

El área de un polígono regular puede calcularse en función de la longitud de cada lado y de su número de lados. Un polígono regular de n lados puede dividirse en n triángulos isósceles (equiláteros en el caso del hexágono regular) cuyas bases son los lados del polígono regular. La altura de cada uno de estos triángulos es una apotema del polígono regular y divide cada uno de los triángulos isósceles en dos triángulos rectángulos, dividiendo así el polígono en 2n triángulos rectángulos.
El área del polígono regular (Ab) es igual a la suma de las áreas de los triángulos rectángulos (At):

{\displaystyle A_{b}=2\ n\cdot A_{t}=2\ n\ {\frac {{\frac {l}{2}}\ a}{2}}={\frac {n}{2}}\ l\cdot a}

Donde a es la apotema del polígono regular. Para calcular la longitud de la apotema se aplica la trigonometría.
Aparte: Se debe calcular la apotema a, donde α es el ángulo del vértice del triángulo rectángulo que coincide con el centro del polígono regular:

{\displaystyle \tan(\alpha )={\frac {\frac {l}{2}}{a}}}

{\displaystyle \tan(\alpha )={\frac {l}{2\cdot a}}}

{\displaystyle a={\frac {l}{2\cdot \tan(\alpha )}}}

Ahora, reemplazando el valor de la apotema a en el área del polígono regular (Ab) tenemos:

{\displaystyle A_{b}={\frac {n}{2}}\ l\cdot a={\frac {n}{2}}\ l\cdot {\frac {l}{2\cdot \tan(\alpha )}}={\frac {n}{4}}\ l^{2}\cdot \cot(\alpha )}

El valor del ángulo α resulta de dividir el ángulo completo (2π) por el número de triángulos rectángulos (2n), luego {\displaystyle \alpha =2\pi /2n=\pi /n}.

(1){\displaystyle A_{b}={\frac {n}{4}}\ l^{2}\cdot \cot \left({\frac {\pi }{n}}\right)}

### Área lateral de una pirámide
El área lateral de una pirámide es la suma de las áreas de las caras  laterales por el número de caras laterales.

(2){\displaystyle A_{l}=n\cdot {\frac {l\cdot a_{p}}{2}}={\frac {p\cdot a_{p}}{2}}}

Donde ap es la apotema de la pirámide y p es el perímetro de la base.

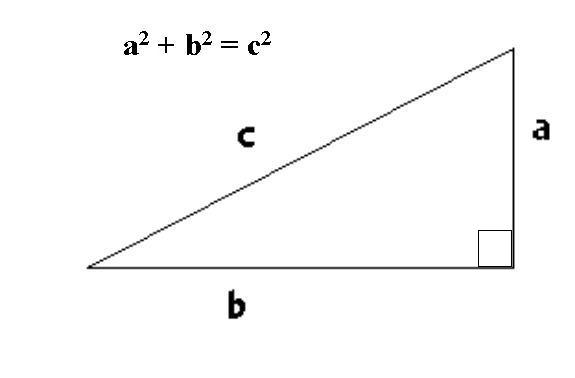
Teorema de Pitágoras:
Altura de la pirámide: h = a.
Apotema de la base: a_{b} = b.
Apotema de la pirámide: a_{p} = c

La apotema de la pirámide (ap) puede calcularse a partir de la apotema de la base (ab) y de la altura de la pirámide (h) aplicando el teorema de Pitágoras.

{\displaystyle a_{p}^{2}=a_{b}^{2}+h^{2}}

### Área total de una pirámide
El área total de la pirámide es la suma del área de la base y el área lateral.

(3){\displaystyle A=A_{b}+A_{l}\,}

En el caso de una pirámide regular, sustituyendo el área de la base (1) y el área lateral (2) en la ecuación (3), se obtiene:

{\displaystyle A={\frac {n}{4}}\ l^{2}\cdot \cot \left({\frac {\pi }{n}}\right)+{\frac {p\cdot a_{p}}{2}}}

## Volumen
El volumen de una pirámide puede obtenerse mediante cálculo diferencial. El área de un plano de corte transversal es directamente proporcional al área de la base (Ab) y al cuadrado de la distancia del plano de corte respecto al vértice de la pirámide. Esta distancia (d) es la diferencia entre la altura de la pirámide (h) y altura del plano de corte (z).

{\displaystyle d=h-z\,}

Por lo tanto, el área de un plano de corte transversal situado a una altura z por encima de la base es

{\displaystyle A\left(z\right)=A_{b}\ {\frac {d^{2}}{h^{2}}}=A_{b}\ {\frac {(h-z)^{2}}{h^{2}}}}

El volumen de una pirámide se puede hallar conociendo el área de su base y su altura, independientemente de la forma de la base y de la posición del ápice en un plano paralelo a la base.

{\displaystyle V=\int _{0}^{h}A\left(z\right)\ dz=A_{b}\int _{0}^{h}{\frac {(h-z)^{2}}{h^{2}}}\ dz=-A_{b}{\frac {(h-z)^{3}}{3h^{2}}}{\bigg |}_{0}^{h}}

(4){\displaystyle V={\frac {\ A_{b}\ h}{3}}}

Esta fórmula también es válida para el cono, ya que no depende de la forma de la base, sino de su área.
El matemático y astrónomo indio Aryabhata dedujo la fórmula utilizando un método similar, que aparece en su obra titulada Aryabhatiya (sección 2.6), que data del año 499 a. C.

### Volumen de una pirámide regular
El volumen de una pirámide cuya base es un polígono regular puede calcularse a partir del lado del polígono regular que define su base y de la altura de la pirámide. Sustituyendo el área de la base Ab (1) en la ecuación del volumen de la pirámide (4) se obtiene:

{\displaystyle V={\frac {1}{3}}\cdot {\frac {n}{4}}\cdot l^{2}\cdot \cot \left({\frac {\pi }{n}}\right)\cdot \ h}

{\displaystyle V={\frac {n}{12}}\cdot l^{2}\cdot h\cdot \cot \left({\frac {\pi }{n}}\right)}

Como un polígono regular es inscriptible, puede usarse el radio r de la circunferencia circunscrita, el ángulo α interior del polígono, la altura h y el número n de lados, y calcular, con dichos datos, el volumen sujeto a la siguiente fórmula:
La fórmula del volumen de una pirámide también se puede deducir a partir de razonamientos geométricos, sin necesidad de realizar cálculo alguno:

Descomposición de un prisma recto de base triangular en tres piámides del mismo volumen (roja, azul y verde)

- A partir de un prisma de base triangular:[11]

Dado un prisma recto triangular de bases ABC y DEF, obtener su volumen es inmediato:
Vprisma = Base · altura = Área (ABC) · AD
A continuación, se descompone en tres pirámides. Para facilitar la comprensión del dibujo, se denominan con los puntos de la base entre paréntesis acompañados del vértice (aunque al tener todas sus caras triangulares, la elección del vértice es arbitraria): 
Pirámide roja = (ABC)E // Pirámide azul = (DEF)C // Pirámide verde = (ACD)E
La pirámide roja y la azul cada una tiene como base una de las dos bases del prisma, con la única limitación de que sus vértices respectivos (cada uno en la base contraria) no pueden estar en la misma arista vertical. Las tres pirámides rellenan por completo el prisma, puesto que la pirámide verde queda definida por el hueco que dejan las otras dos, que tal como se han definido, no comparten volumen alguno.
Dado que las bases de las pirámides roja y azul son iguales, y sus alturas hasta el vértice también (por definición del prisma, BE = CF), entonces su volumen es el mismo; es decir: Vroja = Vazul
Por otro lado, cambiando la ordenación de los vértices, la pirámide verde y la pirámide azul poseen una cara cada una que tienen la misma área (cada una de sus bases ocupa la mitad del paralelogramo (ACFD), por lo que Área (ACD) = Área (CFD)), y además están en un mismo plano. Si se considera que el otro punto que comparten, el punto E, es el vértice de las dos pirámides, la distancia del punto E al plano que pasa por la cara (ACFD) es única, y es la altura tanto de la pirámide verde como de la azul. En consecuencia, si las áreas de las bases y las alturas de las dos pirámides son iguales, entonces: 
Vverde = V (ACD)E = V (CFD)E = Vazul
Análogamente (aunque se deduce de forma directa a partir de que Vroja = Vazul = Vverde), se puede comprobar que, reordenando los puntos:
Vverde = V (ADE)C = V (ABE)C = Vrojo = Vpirámide
En consecuencia,
Vprisma =  Vrojo + Vazul + Vverde = 3 · Vpirámide
y por lo tanto:   
Vpirámide = Vprisma / 3
- A partir de un cubo:

En el caso de pirámides rectas con base rectangular, basta considerar un cubo unitario, y dibujar líneas desde el centro del cubo hasta cada uno de los 8 vértices. Esto divide el cubo en 6 pirámides cuadradas iguales, de base con área 1 y altura 1/2. Cada pirámide claramente tiene un volumen de 1/6 del cubo. De aquí se deduce que el volumen de la pirámide = altura × área de la base / 3.
Otra manera de demostrarlo es generar directamente tres pirámides en lugar de seis, utilizando como ápice uno de los vértices del cubo en lugar de su centro (véase la imagen de la derecha). En este caso, basta elegir las tres caras que rodean a un vértice cualquiera del cubo, y utilizar el vértice que queda libre como ápice de las tres pirámides que se generan. Es inmediato comprobar que las tres pirámides tienen el mismo volumen, puesto que las tres tienen bases iguales (las tres caras del cubo elegidas) y la misma altura (las tres aristas del cubo que parten del vértice elegido como ápice de las tres pirámides).
A continuación, se expande el cubo uniformemente en tres direcciones en cantidades desiguales, para que las aristas sólidas rectangulares resultantes sean a, b y c, con un volumen sólido abc. Cada una de las 6 pirámides internas también se expande. Y cada pirámide tiene el mismo volumen abc/6. Dado que los pares de pirámides tienen alturas a/2, b/2 y c/2, se observa que el volumen de la pirámide = altura × área de la base / 3 nuevamente.
Cuando los triángulos de la pirámide son equiláteros, la fórmula para hallar su volumen es (siendo {\displaystyle s} la longitud del lado del triángulo, y {\displaystyle n} el número de lados de la base):

{\displaystyle V={\frac {1}{12}}ns^{3}\cot \left({\frac {\pi }{n}}\right){\sqrt {1-{\frac {1}{4\operatorname {sen} ^{2}{\tfrac {\pi }{n}}}}}}.}

Esta fórmula solo se aplica para n = 2, 3, 4 y 5; y también cubre el caso n = 6, para el que el volumen es igual a cero (es decir, la altura de la pirámide es cero).

## Centroide, centro de masas y centro de gravedad
El centroide o baricentro de un tetraedro regular está situado en su altura. El punto donde se cortan las cuatro posibles alturas, se encuentra a una distancia de la base igual a:

{\displaystyle h_{b}={\frac {1}{4}}\cdot h}

es decir, el centro de gravedad de una pirámide de densidad y campo uniforme está situado a una distancia de la base igual a un cuarto de su altura.
Coincide con el centro de masas de un tetraedro regular de densidad uniforme. También coincide con el centro de gravedad de un tetraedro regular de densidad uniforme en un campo gravitacional uniforme.

## Formulario general
La tabla contiene fórmulas para las propiedades geométricas de una pirámide recta regular general en la columna 2, y en las columnas 3 y 4 específicamente para los casos {\displaystyle n=4} y {\displaystyle n=3}.

Pirámides rectas regulares: parámetros utilizados en la tabla de fórmulas

| Dimensiones de una pirámide regular con altura {\displaystyle h} y un {\displaystyle n}-ágono regular de lado {\displaystyle a} como base | Dimensiones de una pirámide regular con altura {\displaystyle h} y un {\displaystyle n}-ágono regular de lado {\displaystyle a} como base | Dimensiones de una pirámide regular con altura {\displaystyle h} y un {\displaystyle n}-ágono regular de lado {\displaystyle a} como base                                                                           | Dimensiones de una pirámide regular con altura {\displaystyle h} y un {\displaystyle n}-ágono regular de lado {\displaystyle a} como base                                                                           |
| --- | --- | --- | --- |
| | Caso general | Pirámide cuadrada | Pirámide triangular regular |
| Volumen | {\displaystyle V={\frac {na^{2}h}{12}}\cot \left({\frac {\pi }{n}}\right)} | {\displaystyle V={\frac {a^{2}h}{3}}} | {\displaystyle V={\frac {a^{2}h}{12}}{\sqrt {3}}} |
| Superficie | {\displaystyle O={\frac {na}{4}}\left(a\cot \left({\frac {\pi }{n}}\right)+{\sqrt {4h^{2}+a^{2}\cot ^{2}\left({\frac {\pi }{n}}\right)}}\right)} | {\displaystyle O=a^{2}+a{\sqrt {4h^{2}+a^{2}}}} | {\displaystyle O={\frac {3a}{4}}\left({\frac {a}{3}}{\sqrt {3}}+{\sqrt {4h^{2}+{\frac {a^{2}}{3}}}}\right)} |
| Longitud de arista lateral | {\displaystyle l=\left(h^{2}+{\frac {a^{2}}{4\operatorname {sen} ^{2}\left({\frac {\pi }{n}}\right)}}\right)^{\frac {1}{2}}} | {\displaystyle l={\sqrt {h^{2}+{\frac {a^{2}}{2}}}}} | {\displaystyle l={\sqrt {h^{2}+{\frac {a^{2}}{3}}}}} |
| Radio de la esfera circunscrita | {\displaystyle r_{u}={\frac {h}{2}}+{\frac {a^{2}}{8h\operatorname {sen} ^{2}\left({\frac {\pi }{n}}\right)}}} | {\displaystyle r_{u}={\frac {h}{2}}+{\frac {a^{2}}{4h}}} | {\displaystyle r_{u}={\frac {h}{2}}+{\frac {a^{2}}{6h}}} |
| Radio de la esfera inscrita | {\displaystyle r_{i}={\frac {ah}{a+{\sqrt {4h^{2}\tan ^{2}\left({\frac {\pi }{n}}\right)+a^{2}}}}}} | {\displaystyle r_{i}={\frac {ah}{a+{\sqrt {4h^{2}+a^{2}}}}}} | {\displaystyle r_{i}={\frac {ah}{a+{\sqrt {12h^{2}+a^{2}}}}}} |
| Ángulos base de los triángulos isósceles {\displaystyle \alpha _{2}=\alpha _{1}}                                                          | {\displaystyle \alpha _{1}=\arctan \left({\frac {1}{a}}{\sqrt {4h^{2}+a^{2}\cot ^{2}\left({\frac {\pi }{n}}\right)}}\right)} | {\displaystyle \alpha _{1}=\arctan \left({\frac {1}{a}}{\sqrt {4h^{2}+a^{2}}}\right)} | {\displaystyle \alpha _{1}=\arctan \left({\frac {1}{a}}{\sqrt {4h^{2}+{\frac {a^{2}}{3}}}}\right)} |
| Ángulo en el vértice de los triángulos isósceles                                                                                          | {\displaystyle \alpha _{3}=2\arctan \left({\frac {a}{\sqrt {4h^{2}+a^{2}\cot ^{2}\left({\frac {\pi }{n}}\right)}}}\right)} | {\displaystyle \alpha _{3}=2\arctan \left({\frac {a}{\sqrt {4h^{2}+a^{2}}}}\right)} | {\displaystyle \alpha _{3}=2\arctan \left({\frac {a}{\sqrt {4h^{2}+{\frac {a^{2}}{3}}}}}\right)} |
| Ángulo entre la base y los triángulos isósceles                                                                                           | {\displaystyle \beta _{1}=\arctan \left({\frac {2h\tan \left({\frac {\pi }{n}}\right)}{a}}\right)} | {\displaystyle \beta _{1}=\arctan \left({\frac {2h}{a}}\right)} | {\displaystyle \beta _{1}=\arctan \left({\frac {2{\sqrt {3}}h}{a}}\right)} |
| Ángulos entre los triángulos isósceles | {\displaystyle \beta _{2}=2\arctan \left({\frac {1}{2h}}\left({\frac {4h^{2}\operatorname {sen} ^{2}\left({\frac {\pi }{n}}\right)+a^{2}}{\tan ^{2}\left({\frac {\pi }{n}}\right)-\operatorname {sen} ^{2}\left({\frac {\pi }{n}}\right)}}\right)^{\frac {1}{2}}\right)} | {\displaystyle \beta _{2}=2\arctan \left({\frac {1}{2h}}{\sqrt {4h^{2}+2a^{2}}}\right)} | {\displaystyle \beta _{2}=2\arctan \left({\frac {1}{3h}}{\sqrt {3h^{2}+a^{2}}}\right)} |
| Ángulo entre el borde lateral y la base                                                                                                   | {\displaystyle \gamma =\arctan \left({\frac {2h\operatorname {sen} \left({\frac {\pi }{n}}\right)}{a}}\right)} | {\displaystyle \gamma =\arctan \left({\frac {2h}{{\sqrt {2}}a}}\right)} | {\displaystyle \gamma =\arctan \left({\frac {{\sqrt {3}}h}{a}}\right)} |
| Ángulo sólido en la base | {\displaystyle \Omega _{1}=4\arctan \left({\sqrt {\tan \left({\frac {2\beta _{1}+\beta _{2}}{4}}\right)\tan \left({\frac {2\beta _{1}-\beta _{2}}{4}}\right)\tan ^{2}\left({\frac {\beta _{2}}{4}}\right)}}\right)}                                                      | {\displaystyle \Omega _{1}=4\arctan \left({\sqrt {\tan \left({\frac {2\beta _{1}+\beta _{2}}{4}}\right)\tan \left({\frac {2\beta _{1}-\beta _{2}}{4}}\right)\tan ^{2}\left({\frac {\beta _{2}}{4}}\right)}}\right)} | {\displaystyle \Omega _{1}=4\arctan \left({\sqrt {\tan \left({\frac {2\beta _{1}+\beta _{2}}{4}}\right)\tan \left({\frac {2\beta _{1}-\beta _{2}}{4}}\right)\tan ^{2}\left({\frac {\beta _{2}}{4}}\right)}}\right)} |
| Ángulo sólido en el vértice | {\displaystyle \Omega _{2}=2\pi -2n\arcsin \left(\cos \left({\frac {\pi }{n}}\right){\sqrt {\tan ^{2}\left({\frac {\pi }{n}}\right)-\tan ^{2}\left({\frac {\alpha _{3}}{2}}\right)}}\right)}                                                                             | {\displaystyle \Omega _{2}=2\pi -2n\arcsin \left(\cos \left({\frac {\pi }{n}}\right){\sqrt {\tan ^{2}\left({\frac {\pi }{n}}\right)-\tan ^{2}\left({\frac {\alpha _{3}}{2}}\right)}}\right)}                        | {\displaystyle \Omega _{2}=2\pi -2n\arcsin \left(\cos \left({\frac {\pi }{n}}\right){\sqrt {\tan ^{2}\left({\frac {\pi }{n}}\right)-\tan ^{2}\left({\frac {\alpha _{3}}{2}}\right)}}\right)}                        |

| Pirámide pentagonal en un icosaedro |

Casos especiales:
Para ciertos valores de {\displaystyle n} y {\displaystyle h} existen conexiones con los sólidos platónicos:
- Para {\displaystyle n=3} y {\displaystyle h={\frac {a}{3}}{\sqrt {6}}} se obtiene un tetraedro regular.
- Para {\displaystyle n=4} y {\displaystyle h={\frac {a}{2}}{\sqrt {2}}} se obtiene una pirámide cuadrada que es la mitad de un octaedro regular.
- Para {\displaystyle n=5} y {\displaystyle h={\frac {a}{10}}{\sqrt {50-10{\sqrt {5}}}}} se genera una pirámide pentagonal que forma parte del icosaedro.

### Volumen máximo para una superficie total dada

Pirámides de volumen máximo dada su superficie total (incluida la base),
Colo rojo: cono con la misma propiedad y la misma superficie

Entre todas las pirámides uniformes de n lados con área de superficie dada {\displaystyle O} (incluida la base), para la de mayor volumen se cumple que: 
{\displaystyle a={\sqrt {\frac {O}{n\cot {\frac {\pi }{n}}}}},}
{\displaystyle h={\sqrt {2\;O}}\;{\sqrt {\frac {\cot {\frac {\pi }{n}}}{n}}}={\sqrt {\tfrac {2\;O}{\pi }}}\cdot {\sqrt {{\tfrac {\pi }{n}}\cot {\tfrac {\pi }{n}}}}}
y por lo tanto se aplica que {\displaystyle \ h=a{\sqrt {2}}\cot {\tfrac {\pi }{n}}\ }.
El circunradio del polígono base es
{\displaystyle \ r_{u}={\frac {a}{2\operatorname {sen} {\tfrac {\pi }{n}}}}={\sqrt {\tfrac {O}{4\pi }}}\cdot {\sqrt {\frac {\tfrac {2\pi }{n}}{\operatorname {sen} {\frac {2\pi }{n}}}}}\ }.
El volumen máximo es
{\displaystyle V={\tfrac {O}{12}}{\sqrt {\tfrac {2\;O}{\pi }}}\cdot {\sqrt {{\tfrac {\pi }{n}}\cot {\tfrac {\pi }{n}}}}\ }.
Cuando {\displaystyle n} tiende a infinito, {\displaystyle a} decrece monótonamente hacia {\displaystyle 0} y {\displaystyle h} aumenta monótonamente hacia {\displaystyle h_{c}={\sqrt {\tfrac {2\;O}{\pi }}}}. Esta última es la altura de un cono con volumen máximo para una superficie dada {\displaystyle O}. Para obtener este resultado, se parte del límite conocido {\displaystyle \lim _{x\to 0}{\tfrac {\operatorname {sen} x}{x}}=1}.
El radio del círculo base del cono que maximiza el volumen es
{\displaystyle \ r_{c}={\sqrt {\tfrac {O}{4\pi }}}},

su altura es {\displaystyle \ h_{c}=2{\sqrt {2}}\;r_{c}={\sqrt {\tfrac {2\;O}{\pi }}}\ } 

y su volumen vale {\displaystyle \ V_{c}={\tfrac {O}{12}}{\sqrt {\tfrac {2\;O}{\pi }}}\ }.
La relación entre los volúmenes es: {\displaystyle V_{Piram}/V_{Cono}={\sqrt {{\tfrac {\pi }{n}}\cot {\tfrac {\pi }{n}}}}},

tendiendo a 1 para {\displaystyle n\to \infty }.

## Pirámide homotética de volumen la mitad

Relación entre una pirámide de volumen V y otra homotética cuyo volumen V/2 es la mitad

Dada una pirámide recta de altura h, la pirámide homotética cuyo volumen es la mitad tendrá una altura h':
{\displaystyle h'=h\cdot {\sqrt[{3}]{1/2}}}
Demostración
Un plano paralelo a la base, situado a dicha distancia de la cúspide, cortará a la pirámide en dos partes de igual volumen. Para calcularla, se debe hallar la razón de la homotecia, el coeficiente por el que se deben multiplicar las longitudes de los lados de la base y la altura, para obtener las dimensiones de la pirámide homotética cuyo volumen mide la mitad del total.
Si el volumen total de la pirámide es:
{\displaystyle V={\frac {a\cdot b\cdot h}{3}}}
La pirámide cuyo volumen es la mitad, tendrá:
{\displaystyle V'={\frac {ka\cdot kb\cdot kh}{3}}}
siendo k la razón de la homotecia, el coeficiente de proporcionalidad.
Como 
{\displaystyle V'={\frac {1}{2}}\cdot V}
se deduce que 
{\displaystyle {\frac {ka\cdot kb\cdot kh}{3}}={\frac {1}{2}}\cdot {\frac {a\cdot b\cdot h}{3}}}
simplificando
{\displaystyle k^{3}\cdot a\cdot b\cdot h={\frac {1}{2}}\cdot a\cdot b\cdot h}
{\displaystyle k^{3}={\frac {1}{2}}}
{\displaystyle k={\sqrt[{3}]{1/2}}}
La razón de la homotecia es k=0,79370053 aproximadamente.

## Relación con el cono circular

Pirámide para aproximar un cono

Se puede usar una sucesión de pirámides regulares que tienen un polígono regular como base con cada vez más lados para aproximar un cono, que por definición tiene una circunferencia como base.
Si la base de la pirámide es un polígono regular con {\displaystyle n} lados, el sucesión que tiende alinfinitose aproxima al perímetro de una circunferencia. El cono circular puede entenderse como una pirámide regular, por así decirlo, donde la base tiene un número infinito de vértices y la longitud del lado tiene el límite 0.
Esto permite deducir el volumen del cono de la manera que se explica a continuación.
Usando la fórmula del área de un polígono regular con {\displaystyle n} lados, el volumen {\displaystyle V} de la pirámide regular se obtiene a partir del área de la circunferencia circunscrita al polígono de la base, de radio {\displaystyle r_{u}}:
{\displaystyle V={\frac {Gh}{3}}=n{\frac {r_{u}^{2}}{2}}\operatorname {sen} \left({\frac {2\pi }{n}}\right){\frac {h}{3}}={\frac {nr_{u}^{2}h}{6}}\operatorname {sen} \left({\frac {2\pi }{n}}\right)}
Para determinar el volumen de un cono, se puede calcular el límite cuando {\displaystyle n} tiende a infinito. Este límite se obtiene mediante la fórmula {\displaystyle \lim _{x\to 0}{\tfrac {\operatorname {sen} x}{x}}=1}:
{\displaystyle V_{\mathrm {Cono} }=\lim _{n\to \infty }{\frac {Gh}{3}}=\lim _{n\to \infty }{\frac {n\,r_{u}^{2}\,h}{6}}\operatorname {sen} \left({\frac {2\pi }{n}}\right)}
{\displaystyle \qquad \qquad ={\frac {r_{u}^{2}\,h}{6}}2\pi \cdot \lim _{n\to \infty }{\frac {\operatorname {sen} \left({\frac {2\pi }{n}}\right)}{\frac {2\pi }{n}}}={\frac {r_{u}^{2}\,h}{6}}2\pi \cdot 1={\frac {1}{3}}\pi r_{u}^{2}\cdot h}

## Pirámidesn-dimensionales
Una pirámide bidimensional es un triángulo, formado por un borde base conectado a un punto no colineal llamado ápice.
Una pirámide de 4 dimensiones se llama pirámide poliedral, y está constituida por un poliedro contenido en un 3-hiperplano de un espacio de 4 dimensiones y por un punto situado fuera de ese 3-hiperplano, que se conecta con todos los vértices del poliedro.
Las pirámides de dimensiones superiores se construyen de manera similar.
La familia de símplices incluye pirámides en cualquier dimensión, aumentando a espacios de mayor orden para formar sucesivamente triángulos, tetraedros, pentacorones, 5-símplex, etc.
Un símplex n-dimensional tiene como mínimo n+1 vértices, con todos los pares de vértices conectados por aristas, todas las ternas de vértices que definen caras, todos los grupos de cuatro puntos que definen celdas tetraédricas, y así sucesivamente.

### Pirámide poliédrica
En geometría de 4 dimensiones, una pirámide poliédrica es un polícoro construido por un poliedro como celda base y un punto ápice. Las caras laterales son celdas piramidales, cada una construida por una cara del poliedro base y el vértice. Los vértices y las aristas de las pirámides poliédricas forman ejemplos de grafos de ápice, gráficos formados al agregar un vértice (el ápice) a un grafo plano (el grafo asociado a la base).
El pentácoron regular (o 4-símplex) es un ejemplo de una pirámide tetraédrica de cuatro dimensiones. Los poliedros uniformes con circunradio menor que 1 se pueden hacer pirámides poliédricas con lados tetraédricos regulares. Un poliedro con v vértices, e aristas y f caras puede ser la base de una pirámide poliédrica con v+1 vértices, e+v aristas, f+e caras y 1+f celdas.
Una "pirámide poliédrica" 4D con simetría axial se puede visualizar en 3D con un diagrama de Schlegel, una proyección 3D que coloca el vértice en el centro del poliedro base.
| Simetría                  | [1,1,4]                     | [1,2,3]                       | [1,3,3]    | [1,4,3]         | [1,4,3]             | [1,5,3]              |
| Nombre                    | Pirámide cuadrada-piramidal | Pirámide de prisma triangular | Pentácoron | Pirámide cúbica | Pirámide octaédrica | Pirámide icosaédrica |
| Índice de la segmentocora | K4.4                        | K4.7                          | K4.1       | K4.26.1         | K4.3                | K4.84                |
| ------------------------- | --------------------------- | ----------------------------- | ---------- | --------------- | ------------------- | -------------------- |
| Altura                    | 0.707107                    | 0.645497                      | 0.790569   | 0.500000        | 0.707107            | 0.309017             |
| Imagen de la base         |                             |                               |            |                 |                     |                      |
| Base                      | Pirámide cuadrada           | Prisma triangular             | Tetraedro  | Cubo            | Octaedro            | Icosaedro            |

Cualquier 4-politopo convexo se puede dividir en pirámides poliédricas agregando un punto interior y creando una pirámide desde cada faceta hasta el punto central. Esto puede ser útil para calcular volúmenes.
El "hipervolumen" de 4 dimensiones de una pirámide poliédrica es 1/4 del volumen del poliedro base por su altura perpendicular, en comparación con el área de un triángulo que es 1/2 de la longitud de la base por la altura y el volumen de una pirámide es 1/3 del área de la base por la altura.
El volumen de superficie tridimensional de una pirámide poliédrica es {\displaystyle SV=B+{\tfrac {1}{3}}AL}, donde {\displaystyle B} es el volumen de la base, {\displaystyle A} es el área de la superficie de la base y {\displaystyle L} es la altura inclinada (altura de las celdas piramidales laterales). A su vez, {\displaystyle L={\sqrt {h^{2}+r^{2}}}}, donde {\displaystyle h} es la altura y {\displaystyle r} es el radio interior.